# 埃布羅克斯球場
埃布羅克斯球場（英語：Ibrox Stadium）是一座位於蘇格蘭格拉斯哥的足球場，也是蘇格蘭足球超級聯賽球隊格拉斯哥流浪者的主場球場。埃布羅克斯球場是英國歷史最久和規模最大的足球場之一。該球場也是歐足聯五星級球場。球場的最高上座人數記錄為118567人，是在1939年1月流浪者對凱爾特人的一場聯賽比賽中創下的，這也是英國入場人數最多的聯賽比賽記錄。該球場是蘇格蘭容納觀眾數第二多的球場，可容納觀眾數50,987人。